# Галіль Іналджик
Галі́ль Іналджи́к (26 травня 1916, Стамбул, Османська імперія — 25 липня 2016, Анкара, Турецька Республіка) — турецький історик, доктор наук, спеціаліст з історії Османської імперії.

## Життєпис
Народився в Стамбулі, Туреччина. Вихідець з кримськотатарської родини, що емігрувала з Криму до османської столиці 1905 року. Випускник історичного факультету Університету Анкари (1940). 1943 року захистив докторську дисертацію у рідному університеті на тему Болгарського питання в Османській імперії. Асистент (з 1943), доцент (з 1946—1952), професор історичного факультету Університету Анкари (1952—1972). Лектор Лондонського та ряду американських університетів. Професор Чиказького університету (1972—1993), викладач історії Османської імперії. Професор Бількентського університету (з 1994); подарував велику колекцію джерел з османської історії цьому університету. Співавтор книги світової історії для ЮНЕСКО. Член американської, британської та сербської академії наук. Основна праця — «Османська імперія: класична доба» (1973). Мав почесне призвісько серед науковців — "Вчитель вчителів".

## Праці
Основне дослідження, класична робота з історії Османської імперії:
- İnalcık, Halil. History of the Ottoman Empire Classical Age / 1300—1600. — London, 1973.

### Переклади
- Іналджик, Г. Османська імперія: класична доба 1300—1600'' [Архівовано 7 червня 2015 у Wayback Machine.] / Пер. з англ. О. Галенко; наук. ред. В. Остапчук; НАН України. Інститут сходознавства. — Київ: Критика, 1998. — 286 с.